# Partia Sprawiedliwości i Rozwoju (Turcja)
Partia Sprawiedliwości i Rozwoju (tur. Adalet ve Kalkınma Partisi, AKP) – turecka narodowo-konserwatywna partia polityczna powstała w 2001.

## Historia i program
Partia została powołana do życia 14 sierpnia 2001. Na jej czele stanął ekonomista Recep Tayyip Erdoğan, polityk zdelegalizowanej Partii Cnoty. AKP w swoim programie popiera gospodarkę wolnorynkową oraz tureckie członkostwo w Unii Europejskiej. W trakcie wyborów parlamentarnych do Wielkiego Zgromadzenia Narodowego Turcji, przeprowadzonych 3 listopada 2002, ugrupowanie Erdoğana uzyskało poparcie 34,29% wyborców, co przełożyło się na 365 mandatów, gwarantujące samodzielne rządy. 22 lipca 2007 w wyborach parlamentarnych AKP znacznie poprawiła swój wynik, uzyskując 46,58% głosów poparcia, jednak przełożył się on na 341 mandatów. 12 czerwca 2011 po raz trzeci AKP wygrała wybory, uzyskała 49,83% głosów wyborców. Wynikiem tego jest sformowanie trzeciego rządu Erdoğana. W 2013 wybuchły protesty w Turcji, ale partia potwierdziła swoje poparcie społeczne, uzyskując w wyborach lokalnych w marcu 2014 poparcie 45,5% głosujących. W wyborach parlamentarnych 7 czerwca 2015 AKP uzyskała 40,87% głosów poparcia, co przełożyło się na 258 mandatów i tym samym utratę absolutnej większości po 13 latach rządów w 550-osobowym Wielkim Zgromadzeniu Narodowym Turcji (większość absolutną daje 276 mandatów). Doprowadziło to do kryzysu rządowego i w konsekwencji przyspieszonych wyborów 1 listopada 2015. W tych z wynikiem 49,48% poparcia zwyciężyła Partia Sprawiedliwości i Rozwoju, co dało jej bezwzględną większość 317 mandatów.
22 maja 2016 nowym liderem ugrupowania został Binali Yıldırım. 21 maja 2017 na fotel przewodniczącego ugrupowania powrócił prezydent Recep Tayyip Erdoğan.

## Poparcie
| Wybory | Poparcie | Zmiana    | Mandaty (Wielkie Zgromadzenie Narodowe Turcji) | Zmiana |
| ------ | -------- | --------- | ---------------------------------------------- | ------ |
| 2002   | 34,17%   | -         | 361                                            | -      |
| 2007   | 46,52%   | +12,35 pp | 341                                            | -20    |
| 2011   | 49,83%   | +3,48 pp  | 326                                            | -15    |
| 2015   | 40,87%   | -8,96 pp  | 258                                            | -53    |
| 2015   | 49,5%    | +8,63 pp  | 317                                            | +59    |
| 2018   | 42,56%   | -6,94 pp  | 295                                            | -22    |